# Jostein Hasselgård
Jostein Hasselgård, född 24 mars 1979 i Fredrikstad, Norge, är en norsk artist och musiker. Han lärde sig att spela piano som sexåring och det var vid en flygel han sjöng balladen I'm Not Afraid To Move On när han representerade Norge i Eurovision Song Contest 2003 i Riga, Lettland. Han fick högsta poäng från Sverige och slutade kvällen på fjärdeplats. Efter framgången i Eurovisionen spelar han i bandet Hasselgård, tillsammans med Tore J. Skauen (trummor), Markus L. Johnsen (gitarr) och Magnus Westgaard (basgitarr). Bandet gav ut sitt första album under 2006. 